# Legenda Tatr
Legenda Tatr – polski film z 1994 roku na podstawie utworów Na skalnym Podhalu i Legenda Tatr Kazimierza Przerwy-Tetmajera.

## Obsada aktorska
- Rafał Królikowski − Andrzej
- Ryszard Sobolewski − kowal Fakla
- Andrzej Kozak − Bartek Zwyrtała
- Jerzy Trela − Mudroń
- Krzysztof Jasiński − harnaś Nowobilski
- Tomasz Schimscheiner − Franek Walczaków
- Agnieszka Brzezińska − Zosia Walczaków
- Joanna Żurawska-Federowicz − Marysia Daleka
- Jerzy Bińczycki − Pan Bóg
- Edward Linde-Lubaszenko − święty Piotr
- Andrzej Buszewicz − wójt
- Maciej Luśnia − Jasiek Mosiężny
- Zuzanna Lipiec − "Rosiczka"
- Paweł Gędłek − diabeł i młody fiaker
- Jerzy Gudejko − oficer

## Zdjęcia
- Zakopane, Tatry (Dolina Chochołowska), Niedzica (zamek).